# Dikasterium für die Glaubenslehre
Das Dikasterium für die Glaubenslehre (lateinisch Dicasterium pro doctrina fidei, vormals Kongregation für die Glaubenslehre) ist eine Zentralbehörde der römisch-katholischen Kirche. Seine Aufgabe ist es, die Glaubens- und Sittenlehre in der ganzen katholischen Kirche zu fördern und vor Häresien zu schützen. Diese Kongregation wurde von Papst Paul III. mit der Apostolischen Konstitution Licet ab initio vom 21. Juli 1542 als Congregatio Romanae et universalis Inquisitionis (deutsch „Kongregation der römischen und allgemeinen Inquisition“) gegründet. Im 20. Jahrhundert wurde sie – in der Zeit vor dem Konzil – allgemein kurz als Heiliges Offizium (lat. Sanctum Officium) bezeichnet, nach ihrem neuen Namen von 1908.

## Geschichte

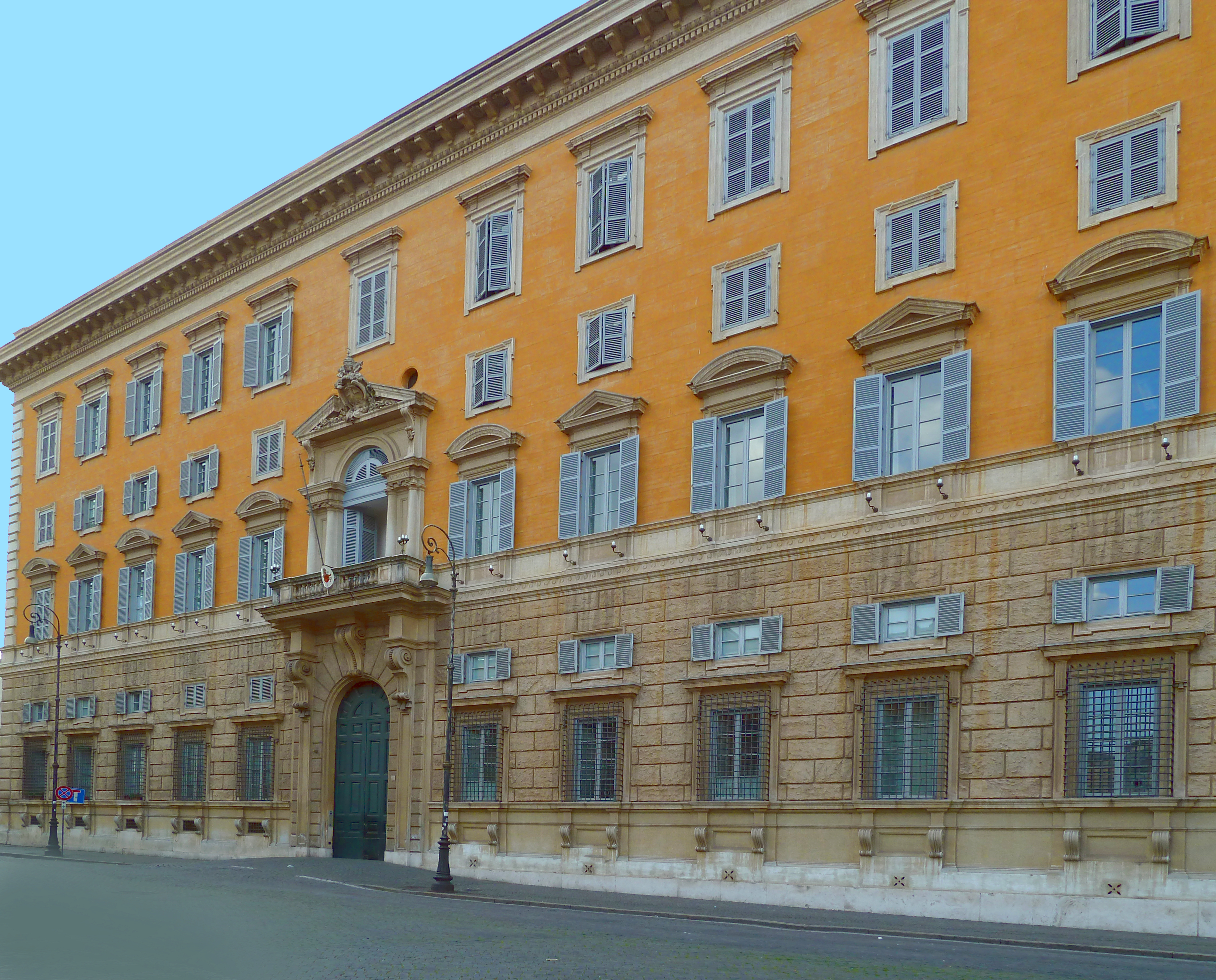
Palazzo del Sant’Ufficio, Rom, Sitz der Kongregation für die Glaubenslehre

Die Kongregation für die Glaubenslehre war die älteste Kongregation der römischen Kurie. Sie wurde von Papst Paul III. am 21. Juli 1542 als Congregatio Romanae et universalis Inquisitionis gegründet. Hierzu wurde im selben Jahr ein zuständiges Kollegium von sechs Kardinälen ernannt, die als Generalinquisitoren mit Sonderrechten unter anderem zur Ernennung weiterer Inquisitoren ausgestattet waren. Die Römische Inquisition versuchte, das Vordringen des Protestantismus nach Italien zu verhindern. Ein eigener Index für verbotene Bücher wurde erstellt, der Index Librorum Prohibitorum. Die bekanntesten durch die Römische Inquisition verurteilten Personen sind Giordano Bruno (1600) und Galileo Galilei (1633). 1798 wurde der Kirchenstaat von Napoleon annektiert und die Römische Inquisition abgeschafft. Sie wurde zwar 1814 wieder eingesetzt, besaß jedoch im 19. Jahrhundert einen bereits völlig anderen Charakter, da sie keine Exekutivmittel mehr besaß, sondern nunmehr auf die Macht des Wortes beschränkt war. Papst Pius X. änderte 1908 mit der Apostolischen Konstitution Sapienti consilio den Namen in Sacra Congregatio Sancti Officii (deutsch: „Heilige Kongregation des Heiligen Offiziums“).
Gegen Ende des Zweiten Vatikanischen Konzils ordnete Papst Paul VI. mit dem Motu Proprio Integrae servandae vom 7. Dezember 1965 die Aufgaben und die Struktur der Kongregation neu und gab ihr den Namen Heilige Kongregation für die Glaubenslehre. Erster Präfekt war von 1965 bis 1968 Kardinal Alfredo Ottaviani, der seit 1959 schon Sekretär des Heiligen Offiziums war; Präfekt des Heiligen Offiziums war bis zu diesem Zeitpunkt stets der jeweilige Papst selbst gewesen. Sein Nachfolger war Kardinal Franjo Šeper, welcher das Amt bis 1981 innehatte. Von 1981 bis zum Tod von Johannes Paul II. 2005 wurde die Kongregation durch Joseph Kardinal Ratzinger geleitet. Nach dessen Wahl zum Papst wurde  Erzbischof William Joseph Levada bis zum 2. Juli 2012 sein Nachfolger im Amt des Präfekten der Glaubenskongregation. Mit gleichem Datum wurde Gerhard Ludwig Müller zum neuen Präfekten ernannt und am 16. März 2013 durch Papst Franziskus übergangsweise und am 21. September 2013 dauerhaft im Amt bestätigt. Im Jahr 2023 setzte Franziskus der vier Jahrzehnte langen, ab 1981 bestandenen, konservativen Führung des Dikasteriums ein Ende, indem er den als liberal beschriebenen Víctor Fernández zum Nachfolger vom Präfekten Luis Ladaria ernannte.
Gemäß Artikel 48 der von Papst Johannes Paul II. 1988 promulgierten Apostolischen Konstitution über die römische Kurie, Pastor Bonus, hat die Kongregation für die Glaubenslehre die Aufgabe, „die Glaubens- und Sittenlehre in der ganzen katholischen Kirche zu fördern und zu schützen.“ Mit Inkrafttreten dieser Konstitution wurden die Kurienbehörden nicht mehr als heilig bezeichnet, sodass 1988 der bis 2022 gültige Name „Kongregation für die Glaubenslehre“ entstand.
Mit Inkrafttreten der Apostolischen Konstitution Praedicate Evangelium am 5. Juni 2022 erhielt sie die Bezeichnung „Dikasterium für die Glaubenslehre“ (“Dicastero per la Dottrina della Fede”).

## Struktur und Arbeitsweise
Mit dem Motu Proprio „Fidem Servare“ vom 14. Februar 2022 änderte Papst Franziskus die Gliederung der Kongregation.
- Die erste Sektion ist für doktrinäre Fragen und für Eheauflösungsverfahren zugunsten des Glaubens in den Fällen zuständig, in denen einer der bisherigen Ehepartner nicht getauft war.
- Die zweite Sektion ist mit Disziplinarverfahren betraut. Im Mittelpunkt steht der sexuelle Missbrauch durch Kleriker. Während des Pontifikates von Papst Benedikt XVI. wurden rund 400 Priester wegen sexueller Vergehen strafweise in den Laienstand zurückversetzt. Hinzu kommen weitere schwerwiegende Delikte wie Hostienfrevel, Verletzung des Beichtgeheimnisses, versuchte Frauenordination, Bischofsweihen ohne päpstliches Mandat (die vor allem in der Volksrepublik China erfolgen), Apostasie, Häresie und Schisma. Nach Anzeige, Untersuchung (lateinisch: inquisitio) und Schuldspruch werden in den genannten Fällen kanonische Strafen verhängt. Die bis Anfang des 20. Jahrhunderts häufigen Exkommunikationen wegen „Häresie“ sind inzwischen äußerst selten. Bei der lehrmäßigen Beanstandung von katholischen Theologieprofessoren bleibt der Entzug der Lehrbefugnis die gewöhnliche Höchststrafe.

Dem Motu Proprio „Fidem Servare“ zufolge besteht die Aufgabe der Glaubenskongregation nicht nur darin, die katholische Glaubens- und Sittenlehre zu hüten, sondern auch die Fortentwicklung der Theologie des Lehramtes unter Berücksichtigung der Pastoral zu begleiten. Sie ist auch für die Piusbruderschaft zuständig und seit 2006 gemäß dem Motu Proprio Anglicanorum coetibus von Papst Benedikt XVI. für ehemalige Anglikaner, wenn diese eine volle Eingliederung in die katholische Kirche wünschen.
An der Spitze des Dikasteriums für die Glaubenslehre steht als Präfekt traditionell ein Kardinal. Er ist in Personalunion auch Präsident der von Papst Pius X. eingerichteten Päpstlichen Bibelkommission und der von Paul VI. eingerichteten Internationalen Theologischen Kommission ist. Dem Präfekten stehen zwei Sekretäre zur Seite. Neben der halbjährlichen Vollversammlung der Kongregation gibt es jeden Mittwoch (feria quarta) eine Mitarbeiterbesprechung unter dem Vorsitz des Präfekten über die laufenden Angelegenheiten.
Im Dikasterium ist auch die Päpstliche Kommission für den Schutz von Minderjährigen angesiedelt.

## Mitglieder
Angeregt durch die Väter des Zweiten Vatikanischen Konzils hat Paul VI. Bischöfe und Kardinäle als Vertreter der Weltkirche und der Ortskirchen in die Arbeit der Glaubenskongregation, dem heutigen Dikasterium, mit einbezogen. Das Dikasterium selbst besteht aus Kardinälen, Erzbischöfen und Bischöfen, die vom Papst für jeweils fünf Jahre berufen werden. Mitglieder der Kongregation sind zurzeit:
Kardinäle
- Antonio Cañizares Llovera (seit 2006)[9]
- Peter Turkson (seit 2010)[10]
- Kurt Koch (seit 2010)[10]
- Fernando Filoni (seit 2012)[11]
- Claudio Gugerotti (seit 2023)[12]
- Stephen Ameyu Martin Mulla (seit 2023)[13]
- José Tolentino de Mendonça (seit 2024)[14]
- Marcello Semeraro (seit 2024)[14]
- Pablo Virgilio Siongco David (seit 2025)[15]
- Jaime Spengler OFM (seit 2025)[15]
- Ignace Bessi Dogbo (seit 2025)[15]
- Roberto Repole (seit 2025)[15]

Erzbischöfe
- Salvatore Fisichella
- Walmor Oliveira de Azevedo (seit 2009)[16]
- Stanisław Gądecki (seit 2014)
- Charles Scicluna (seit 2012)[17]
- Bruno Forte (seit 2024)[14]

Bischöfe
- Rudolf Voderholzer (seit 28. Mai 2014)[18]

Konsultoren (Auswahl)
- Laetitia Calmeyn (seit 2018)[19]
- Linda Ghisoni (seit 2018)[19]
- Michelina Tenace (seit 2018)[19]
- Antonio Pitta (seit 2021)[20]
- Luca Ezio Bolis (seit 2021)[20]
- Alessandro Clemenzia (seit 2021)[20]

Kirchenanwalt ist seit 2014 Robert Joseph Geisinger.

## Veröffentlichte Schreiben (Auswahl)
Aus aktuellen Anlässen veröffentlicht die Glaubenskongregation offizielle Dokumente; hierbei wird unterschieden zwischen Dokumenten zur Doktrin, Dokumenten zur Disziplin und Dokumenten zu sakramentalen Fragen. Darüber hinaus existiert die Sammlung „Documenti e Studi“. Die Dokumente werden wiederum in verschiedene Kategorien unterteilt: Instruktionen, Lehrmäßige Noten, Antworten zu Anfragen, Notifikationen und Allgemeine Schreiben.

### Dokumente zur Doktrin (Auszug)
- Dekret gegen den Kommunismus (28. Juni 1949)
- Rundschreiben an die Präsidenten der Bischofskonferenzen bezüglich einiger Erklärungen und Irrtümer in der Interpretation der Beschlüsse des Concilium Vaticanum II – Cum oecumenicum concilium (24. Juli 1966)
- Inter insigniores, Erklärung zur Frage der Zulassung der Frauen zum Priesteramt (15. Oktober 1976)[24]
- Recentiores episcoporum synodi, Schreiben zu einigen Fragen der Eschatologie (17. Mai 1979)[25]
- Erklärung der Kongregation für die Glaubenslehre zur Euthanasie – Iura et bona (5. Mai 1980)[26]
- Instruktion über einige Aspekte der „Theologie der Befreiung“ – Libertatis nuntius (6. August 1984)
- Instruktion über die christliche Freiheit und die Befreiung – Libertatis conscientia (22. März 1986)
- Instruktion über die Achtung vor dem beginnenden menschlichen Leben und die Würde der Fortpflanzung – Donum vitae (22. Februar 1987)

Siehe auch: Donum vitae
- Schreiben über die Seelsorge für homosexuelle Personen – Homosexualitatis problema (1. Oktober 1986)
- Unterrichtung über die kirchliche Berufung des Theologen – Donum veritatis (24. Mai 1990)
- Schreiben über einige Aspekte der Kirche als „Communio“ – Communionis notio (28. Mai 1992)
- Erklärung über die Einzigkeit und die Heilsuniversalität Jesu Christi und der Kirche – Dominus Iesus (6. August 2000)

Siehe auch: Dominus Iesus
- Instruktion über die Gebete um Heilung durch Gott – Ardens felicitatis (14. September 2000)
- Lehrmäßige Note zu einigen Fragen über den Einsatz und das Verhalten der Katholiken im politischen Leben (16. Januar 2003)
- Schreiben über die Zusammenarbeit von Mann und Frau in der Kirche und in der Welt (31. Juli 2004)
- Antwort auf Fragen zu einigen Aspekten bezüglich der Lehre über die Kirche (29. Juni 2007)
- Antworten auf Fragen der Bischofskonferenz der Vereinigten Staaten bezüglich der künstlichen Ernährung und Wasserversorgung (1. August 2007)
- Lehrmäßige Note zu einigen Aspekten der Evangelisierung (3. Dezember 2007)
- Instruktion über einige Fragen der Bioethik – Dignitas Personae (8. September 2008) als PDF: dbk.de; Zusammenfassung: vatican.va

Siehe auch: Dignitas personae
- Schreiben „Iuvenescit Ecclesia“ an die Bischöfe der katholischen Kirche über die Beziehung zwischen hierarchischen und charismatischen Gaben im Leben und in der Sendung der Kirche. 15. Mai 2016.
- Instruktion „Ad resurgendum cum Christo“ über die Beerdigung der Verstorbenen und die Aufbewahrung der Asche im Fall der Feuerbestattung. 15. August 2016.
- Schreiben „Placuit Deo“ an die Bischöfe der katholischen Kirche über einige Aspekte des christlichen Heils. 28. Februar 2018.
- „Oeconomicae et pecuniariae quaestiones“. Erwägungen zu einer ethischen Unterscheidung bezüglich einiger Aspekte des gegenwärtigen Finanzwirtschaftssystems. Kongregation für die Glaubenslehre / Dikasterium für die ganzheitliche Entwicklung des Menschen, 6. Januar 2018.
- Neue Formulierung der Nr. 2267 des Katechismus der katholischen Kirche bezüglich der Todesstrafe – Rescriptum „ex Audientia SS.mi“. 1. August 2018.
- „Samaritanus bonus“ – Schreiben über die Sorge an Personen in kritischen Phasen und in der Endphase des Lebens. 14. Juli 2020.
- Note über die Moralität des Gebrauchs einiger Impfungen gegen Covid-19. 21. Dezember 2020.
- „Responsum ad dubium“ der Kongregation für die Glaubenslehre über die Segnung von Verbindungen von Personen gleichen Geschlechts. 22. Februar 2021.
- „Fiducia supplicans“ über die pastorale Sinngebung von Segnungen. 18. Dezember 2023.

### Dokumente zur Disziplin (Auszug)
- Urteil der Kirche unverändert (zur Freimaurerei) (26. November 1983)[27]
- Ordnung für die Lehrüberprüfung (29. Juni 1997)[28]
- Allgemeines Dekret in Bezug auf die Straftat der versuchten Weihe einer Frau (19. Dezember 2007)[29]
- Normae de delictis Congregationi pro Doctrina Fidei reservatis seu Normae de delictis contra fidem necnon de gravioribus delictis (= AAS. Band 102). Libreria Editrice Vaticana, Vatikanstadt 2010, S. 419–434 (vatican.va).
- „Vademecum“ zu einigen Fragen in den Verfahren zur Behandlung von Fällen sexuellen Missbrauchs Minderjähriger durch Kleriker. 16. Juli 2020.

## Großinquisitoren

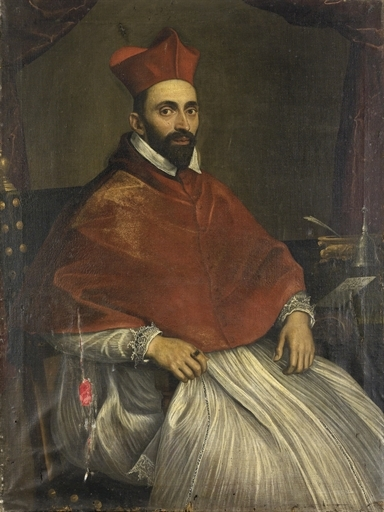
Antonio Ghisleri, Großinquisitor 1558–1566

- Gian Pietro Kardinal Carafa (1542–1555)
- Antonio Michele Kardinal Ghisleri (1558–1566)
- Scipione Kardinal Rebiba (1573–1577)
- Giacomo Kardinal Savelli (1577–1586)
- Giulio Antonio Kardinal Santorio (1586–1602)

## Sekretäre des Heiligen Offiziums

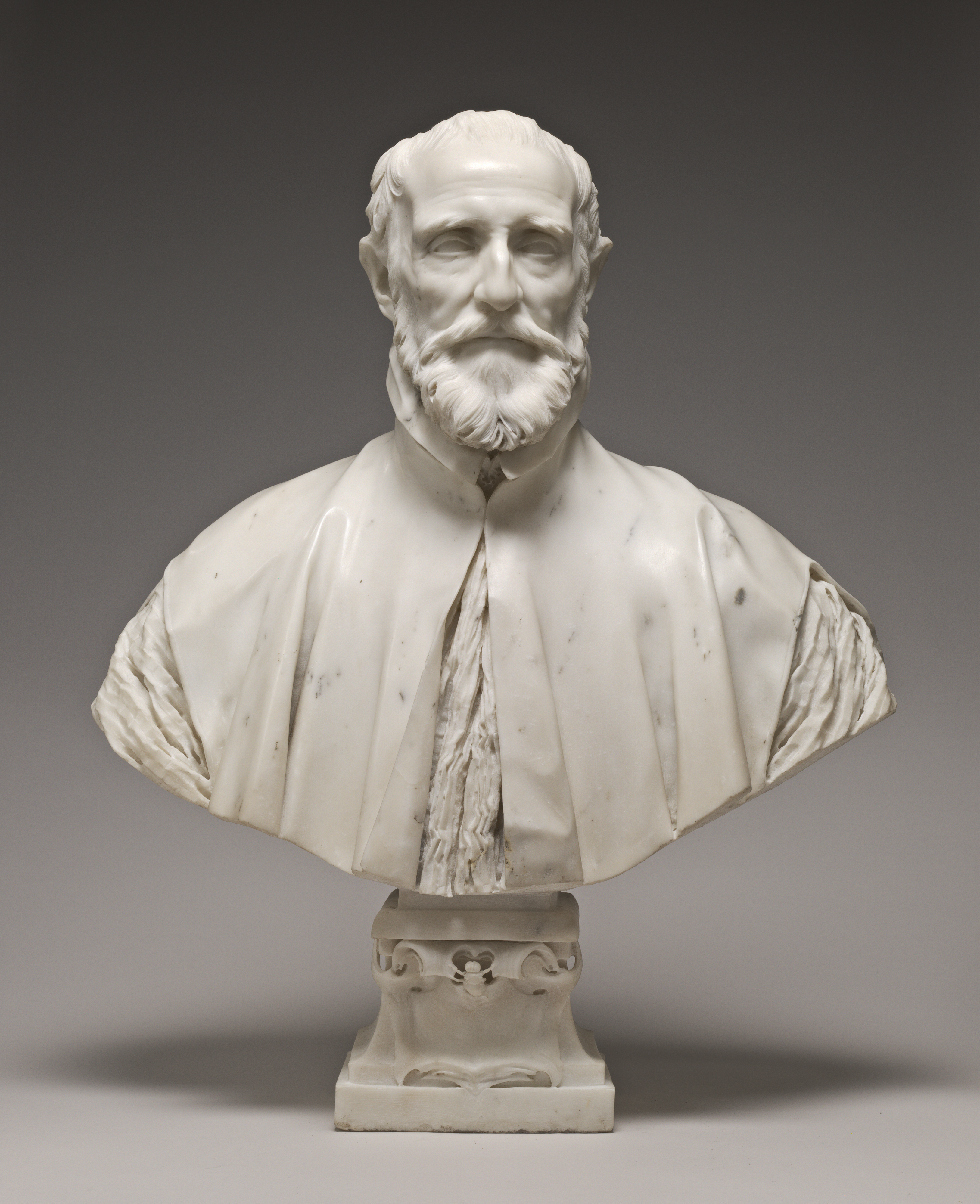
Büste von Francesco Barberini, Sekretär des Hl. Offiziums 1633–1679

- Camillo  Borghese (1602–1605), der spätere Papst Paul V.
- Pompeio Arrigoni (1605–1616)
- Giovanni Garzia Millini (1616–1629)
- Antonio Marcello Barberini (1629–1633)
- Francesco Barberini (1633–1679)
- Cesare Facchinetti (1679–1683)
- Alderano Cibo (1683–1700)
- Galeazzo Marescotti (1700–1716)
- Fabrizio Spada (1716–1717)
- Nicolò Acciaioli (1717–1719)
- Francesco del Giudice (1719–1725)
- Fabrizio Paolucci (1725–1726)
- Pietro  Ottoboni (1726–1740)
- Tommaso Ruffo (1740–1753)
- Neri Maria Corsini (1753–1770)
- Giovanni Francesco Stoppani (1770–1774)
- Luigi Maria Torregiani (1775–1777)
- Carlo  Rezzonico (1777–1799)
- Leonardo Antonelli (1800–1811)
- Giulio Maria della Somaglia (1814–1830)
- Bartolomeo Pacca (1830–1844)
- Vincenzo Macchi (1844–1860)
- Costantino Patrizi Naro (1860–1876)
- Prospero Caterini (1876–1881)
- Antonio Maria Panebianco OFMConv (1882–1883)
- Luigi Bilio CRSP (1883–1884)
- Raffaele Monaco La Valletta (1884–1896)
- Lucido Maria Kardinal Parocchi (1896–1903)
- Serafino Kardinal Vannutelli (1903–1908)
- Mariano Kardinal Rampolla del Tindaro (1908–1913)
- Domenico Kardinal Ferrata (1914)
- Rafael Kardinal Merry del Val (1914–1930)
- Donato Raffaele Kardinal Sbarretti Tazza (1930–1939)
- Francesco Kardinal Marchetti Selvaggiani (1939–1951)
- Giuseppe Kardinal Pizzardo (1951–1959)
- Alfredo Kardinal Ottaviani (1959–1965)

## Präfekten

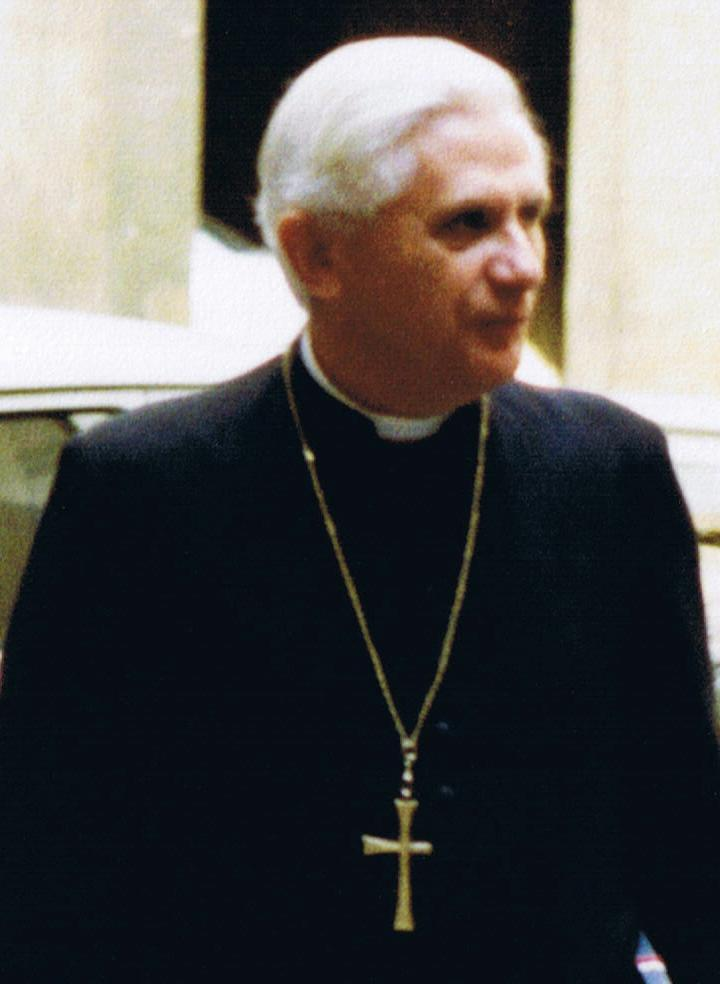
Joseph Ratzinger, Präfekt der Glaubenskongregation 1981–2005

Bis 1965 war der Papst selbst Präfekt des Heiligen Offiziums.
- Alfredo Kardinal Ottaviani (1965–1968), seit 1959 schon Sekretär des Heiligen Offiziums
- Franjo Kardinal Šeper (1968–1981)
- Joseph Kardinal Ratzinger (1981–2005), der spätere Papst Benedikt XVI.
- William Joseph Kardinal Levada (2005–2012)
- Gerhard Ludwig Kardinal Müller (2012–2017)
- Luis Kardinal Ladaria SJ (2017–2023)
- Víctor Manuel Kardinal Fernández (seit 2023)

## Sekretäre der Glaubenskongregation
- Pietro Parente (1965–1967)
- Paul-Pierre Philippe OP (1967–1973)
- Jean Jérôme Hamer OP (1973–1984)
- Alberto Bovone (1984–1995)
- Tarcisio Bertone SDB (1995–2002)
- Angelo Amato SDB (2002–2008)
- Luis Ladaria SJ (2008–2017)
- Giacomo Morandi (2017–2022)
- Armando Matteo (seit 2022, für den Bereich Glaubensfragen)
- John Joseph Kennedy (seit 2022, für den Bereich disziplinarischer Fragen)